# Thomas Klestil

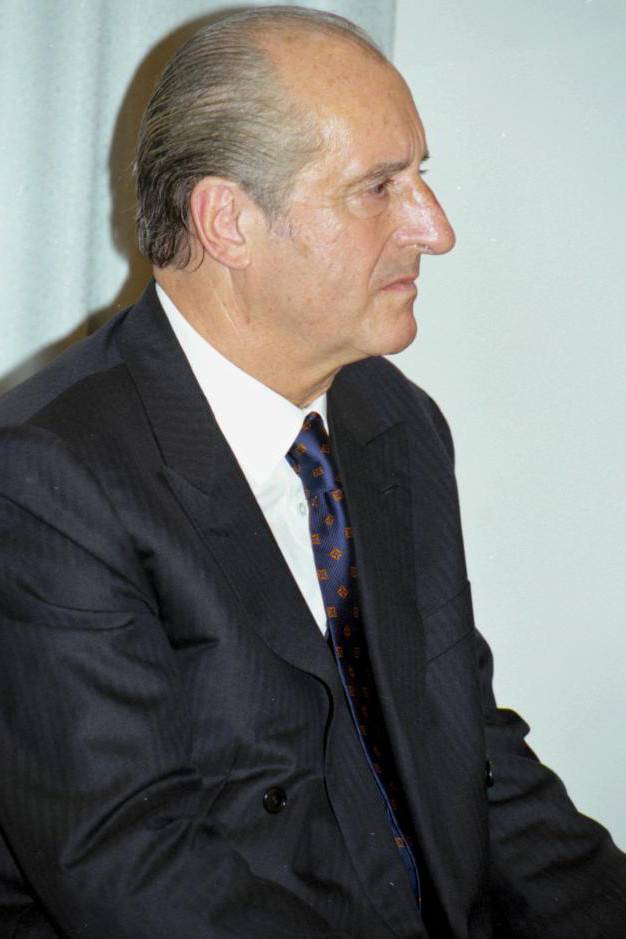
Thomas Klestil (1999)

Thomas Klestil (* 4. November 1932 in Wien; † 6. Juli 2004 ebenda) war ein österreichischer Diplomat und Politiker (ÖVP). Von 1992 bis zu seinem Tod war er Bundespräsident der Republik Österreich.

## Leben
Thomas Klestil wurde als jüngstes von fünf Kindern eines Straßenbahnbediensteten und einer Gärtnerin im Wiener Arbeiterviertel Erdberg geboren. Er besuchte gemeinsam mit seinem Schulfreund Joe Zawinul eine Klasse des GRG 3 Hagenmüllergasse im dritten Bezirk in Wien, maturierte im Bundesrealgymnasium im elften Wiener Gemeindebezirk und studierte anschließend Handelswissenschaften an der Hochschule für Welthandel. Während seines Studiums wurde er Mitglied der katholischen Studentenverbindung KAV Bajuvaria Wien im ÖCV und trat in die ÖVP ein. Im Jahr 1957 schloss er sein Studium mit der Promotion zum Doktor der Handelswissenschaften ab. Im selben Jahr heiratete er seine erste Frau Edith-Maria Wielander (1932–2011), aus dieser Ehe entstammen drei Kinder. Edith Klestil trennte sich im Jänner 1994 von ihrem Ehemann, die Ehe wurde im September 1998 geschieden. Am 23. Dezember 1998 heiratete er Margot Löffler.

## Karriere
Seine Diplomatenlaufbahn begann er 1957 im Bundeskanzleramt, in der Sektion, die die Außenbeziehungen Österreichs wahrnahm (ein eigenes Außenministerium wurde erst später gegründet). Von 1959 bis 1962 war er Mitglied der österreichischen Delegation bei der OECD in Paris. 1962 wurde er an die österreichische Botschaft in Washington versetzt, wo er bis 1966 die wirtschaftlichen Agenden wahrnahm. 1966 wurde er Sekretär bei Bundeskanzler Josef Klaus und arbeitete dort mit anderen jungen Politikern der ÖVP, unter anderem mit Alois Mock, zusammen. Von 1969 bis 1974 baute er in Los Angeles als Generalkonsul das dortige Generalkonsulat auf.
Unter Bundeskanzler Bruno Kreisky hatte Klestil die Aufgabe, UN-Organisationen zu bewegen, sich in der damals neuen Wiener UNO-City anzusiedeln. Anschließend wurde er Ständiger Vertreter Österreichs bei den Vereinten Nationen in New York und danach Botschafter in Washington, wo er erfolgreich ein weitreichendes Netz von Kontakten auch zur Regierung von Ronald Reagan aufbaute. 1989 kehrte er nach Österreich zurück und wurde unter Alois Mock Generalsekretär des Außenministeriums.

## Bundespräsidentschaft

### Erste Amtszeit (1992–1998)
1992 kandidierte er auf Vorschlag des damaligen ÖVP-Parteichefs Erhard Busek bei der Wahl zum Bundespräsidenten. Er gewann den zweiten Wahlgang gegen Rudolf Streicher mit 56,9 % der Stimmen und wurde am 8. Juli als Nachfolger Kurt Waldheims vereidigt. Sein Slogan „Macht braucht Kontrolle“ deutete an, dass Klestil viel aktiver ins politische Tagesgeschäft einzugreifen gedachte als seine Vorgänger. Ein solcher Ausgleich zur damaligen Großen Koalition mit ihrer Parteibuchwirtschaft war für viele Österreicher erwünscht.
Diese Ankündigungen versuchte er am Anfang seiner Amtszeit mit einer Öffentlichkeitsoffensive, unter anderem der Einführung von „Offenen Tagen“ in seinem Amtssitz, der Wiener Hofburg, wahr zu machen. 1994 wollte er den Beitrittsvertrag Österreichs zur Europäischen Union unterzeichnen und in Hinkunft an den Beratungen der EU-Regierungschefs teilnehmen. Diese durch ein Gutachten eines Verfassungsrechtlers unterstützte Forderung wurde jedoch von Bundeskanzler Franz Vranitzky und seiner Regierung abgelehnt, die auch Klestils Einspruchsrechte bei der Ernennung von höheren Beamten – zum Beispiel Schuldirektoren – zu beschränken verstand.
1994 nahm sein Image besonders im bürgerlich-konservativen Teil seiner Wählerschaft Schaden, als Klestil, der im Wahlkampf noch traditionelle Werte der intakten Familie (er war mit Edith Klestil seit Jahrzehnten verheiratet) hochgehalten hatte, selbst mit einem Eheproblem in den Boulevardmedien vertreten war und es bekannt wurde, dass er schon längere Zeit ein Verhältnis mit seiner Wahlkampfleiterin Margot Löffler hatte.

### Zweite Amtszeit (1998–2004)

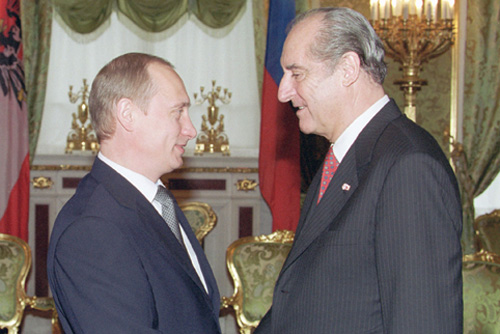
Klestil 2001 mit dem russischen Präsidenten Wladimir Putin

1998 wurde er im ersten Wahlgang mit 63,4 % der Stimmen wiedergewählt; die SPÖ hatte auf die Aufstellung eines eigenen Kandidaten verzichtet, und die ÖVP verbarg ihr Unbehagen gegenüber Klestil hinter einem überparteilichen Personenkomitee.
Nach der Nationalratswahl 1999, bei der die FPÖ unter Jörg Haider hinter der SPÖ zweitstärkste Partei geworden war, drängte Klestil nachdrücklich auf eine Fortsetzung der bisherigen Großen Koalition aus SPÖ und ÖVP. Zu diesem Zweck beauftragte Klestil Bundeskanzler Klima erneut mit der Regierungsbildung. Dies tat Klestil hauptsächlich deshalb, weil er FPÖ-Obmann Haider wegen dessen wiederholten, von manchen Beobachtern als rechtsextrem eingestuften Äußerungen für regierungsunwürdig hielt. Er befürchtete zudem außenpolitische Schwierigkeiten. Schließlich vereinbarte Wolfgang Schüssel, nachdem die Koalitionsgespräche zwischen SPÖ und ÖVP Ende 1999 gescheitert waren, Anfang 2000 ohne Auftrag des Bundespräsidenten – ein Novum in der österreichischen Geschichte – mit der FPÖ eine Regierungskoalition und teilte dies dem Bundespräsidenten mit.
Somit stand Klestil vor der Situation, dass eine von ihm nicht gewünschte Regierung bereitstand und auch über eine parlamentarische Mehrheit verfügte. Infolgedessen hätte seine verfassungsmäßig mögliche Weigerung, die Regierung zu ernennen, möglicherweise eine Staatskrise herbeigeführt.
So akzeptierte Klestil die realpolitischen Machtverhältnisse und gelobte die neue Regierung mit Wolfgang Schüssel als Bundeskanzler am 4. Februar 2000 an.
Zuvor erreichte er allerdings von den neuen Koalitionspartnern die Unterzeichnung einer Präambel zur Festschreibung demokratischer und europäischer Werte. Überdies lehnte er zwei FPÖ-Kandidaten für Ministerämter ab (Thomas Prinzhorn und Hilmar Kabas, dessen Enttäuschung im Anschluss zur „Hump-Dump-Affäre“ führte). Dies, sowie auch Klestils demonstrativ eisige Miene bei der Vereidigungszeremonie, erregte großes Aufsehen und führte zum endgültigen persönlichen Bruch mit Wolfgang Schüssel und weiten Teilen der ÖVP. Für sein Verhalten während der Regierungsbildung wurde Klestil im Bericht der „drei Weisen“ über Österreich, der in Auftrag gegeben worden war, um die Sanktionen der anderen EU-Mitgliedstaaten gegen Österreich zu evaluieren, lobend erwähnt:

„Der Bundespräsident ist kontinuierlich als Garant der Werte aufgetreten, die in dieser Erklärung besonders hervorgehoben werden. Er hat zwei von der FPÖ vorgeschlagene Ministerkandidaten abgelehnt, weil diese in der Vergangenheit öffentlich fremdenfeindliche Äußerungen abgegeben hatten. In einer öffentlichen Rede vom 13. März 2000 aus Anlaß des internationalen Theodor Herzl-Symposiums hat der Bundespräsident für eine ‚sprachliche Abrüstung‘ geworben. Er hat betont, daß Worte nicht nur ‚verletzen‘, sondern schließlich auch ‚töten‘ können.“

Auch nach dem vorzeitigen Ende der ersten Koalition zwischen FPÖ und ÖVP und der darauf folgenden Nationalratswahl im November 2002 setzte sich Klestil nochmals mit aller Deutlichkeit für eine ÖVP-SPÖ-Koalition ein – wiederum ohne Erfolg.
In der Folge und wegen seiner gesundheitlichen Probleme trat Klestil in der österreichischen Öffentlichkeit immer mehr in den Hintergrund.

### Fazit
Innenpolitisch musste Klestil bald erfahren, dass die verfassungsrechtlichen Möglichkeiten des österreichischen Bundespräsidenten zwar bedeutend sind, sich in der politischen Praxis der Zweiten Republik aber nicht durchsetzen lassen. So erprobte er zwar wiederholt seinen politischen Spielraum, stieß jedoch bei der jeweiligen Regierung, die ihre eigenen Kompetenzen nicht teilen wollte, auf Widerstand. Durch die Regierungsbildung 2000 wurde eine der letzten größeren Kompetenzen des Staatsoberhauptes de facto beseitigt. Angesichts dessen gab es Diskussionen, ob man nicht die in der Praxis offensichtlich unwirksamen Kompetenzen des Präsidenten auch de jure abschaffen solle.
Viel erfolgreicher gestalteten sich Klestils außenpolitische Aktivitäten mit unzähligen Staatsbesuchen. Als zukunftsweisend stellten sich drei Initiativen Klestils heraus:
- die institutionalisierten Treffen mit den Staatschefs der angrenzenden Länder des ehemaligen Ostblocks. In dieser Anbahnung von Kontakten mit Ostmitteleuropa war Klestil der zögerlichen Regierung und noch mehr der österreichischen Öffentlichkeit weit voraus.
- Historische Maßstäbe setzte Klestil schon 1994 mit seinem Staatsbesuch in Israel, wo er bei einer Ansprache in der Knesset als erstes österreichisches Staatsoberhaupt die Mitverantwortung Österreichs am Holocaust öffentlich bekannte.
- Als Katholik setzte er sich stets für den interreligiösen und interkulturellen Dialog ein.

Wohlgelitten war Klestil am Ende fast nur noch bei seinen früheren politischen Gegnern auf der linken Seite des politischen Spektrums. Auf der Rechten hielt sich das niemals bewiesene Gerücht, Klestil habe die Reduzierung der politischen Kontakte der anderen EU-Länder („Sanktionen“) nach Bildung der ÖVP-FPÖ-Regierung nicht verhindert, sondern sogar veranlasst bzw. aktiv gefördert.
Thomas Klestil war seit 1945 der siebente österreichische Bundespräsident und der fünfte, der vor Ablauf seiner Amtszeit starb. Er wäre, hätte er zwei Tage länger gelebt, nach Rudolf Kirchschläger der zweite Präsident der zweiten Republik geworden, der dieses Amt zwei volle Amtsperioden ausgeübt hat. Sein Amtsnachfolger war Heinz Fischer, der 2004 bis 2016 zwei volle Amtsperioden absolvieren konnte.

## Erkrankung und Tod

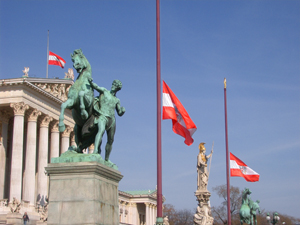
Die Flaggen vor dem Parlament wurden bei der Angelobung von Klestils Nachfolger Heinz Fischer aufgrund der Staatstrauer auf halbmast gesetzt

Ab 1996 hatte Klestil gesundheitliche Probleme. Während eines Staatsbesuches in der Türkei zog er sich eine atypische Lungenentzündung zu, die Teil einer zu diesem Zeitpunkt nicht heilbaren Autoimmunerkrankung war. Am 23. September 1996 wurde bekannt, dass Klestil seit einer Woche im Wiener Allgemeinen Krankenhaus (AKH) behandelt wurde. Am 4. Oktober 1996 übernahm er wieder die Amtsgeschäfte, blieb aber noch bis 1. November im AKH. Am 15. November 1996 musste er aufgrund einer Lungenembolie wieder ins Krankenhaus und wurde dort zehn Tage behandelt. Der damalige Bundeskanzler Franz Vranitzky übernahm vorübergehend die Amtsgeschäfte. Klestil kehrte erst am 28. Jänner 1997 in die Hofburg zurück.
Für die Zeit nach dem Ende seiner Amtsdauer erwarb Klestil im Jahr 2003 gemeinsam mit Margot Klestil-Löffler eine Villa an der Wenzgasse im historisch als Neue Welt bezeichneten Teil des 13. Wiener Gemeindebezirks, Hietzing. An der gleichen Gasse hatte sein Vorgänger Karl Renner 1945 die Wiedererrichtung Österreichs vorbereitet. Die dreigeschoßige Residenz auf einer Grundstücksfläche von 1472 Quadratmetern und mit einer Wohnfläche von 594 Quadratmetern war bis zu diesem Zeitpunkt im Besitz der USA und hatte als Diplomatenvilla gedient. Der Kaufpreis belief sich auf 1.175.600 Euro; die Objektkosten samt Nebengebühren und Renovierungskosten beliefen sich auf rund 1,8 Millionen Euro. Erst im Frühjahr 2004 hatte das Ehepaar seine renovierte Villa bezogen.
Am 5. Juli 2004, drei Tage vor dem geplanten Ausscheiden aus seinem Amt, erlitt Klestil in seiner Villa in der Wenzgasse einen Herzstillstand. Zu diesem Zeitpunkt war er gerade auf dem Weg zum vor dem Haus wartenden Chauffeur, da er in sein Büro fahren wollte, um eine Pressekonferenz zum Ende seiner Amtszeit vorzubereiten. Er wurde mit dem Notarzthubschrauber Christophorus 9, der im Garten des rund 800 Meter entfernten Don-Bosco-Hauses gelandet war, in das Wiener AKH gebracht, wo er am 6. Juli um 23:33 Uhr im Kreise seiner Familie mit 71 Jahren an Multiplem Organversagen starb. Da Klestil im Amt starb, wurde für ihn Staatstrauer angeordnet.
Die Angelobung (Vereidigung) seines am 25. April 2004 gewählten Nachfolgers Heinz Fischer fand wie geplant am 8. Juli statt. Bis zur Angelobung Fischers wurden alle amtlichen Funktionen Klestils gemäß Artikel 64 Absatz 1 B-VG von den drei Nationalratspräsidenten Andreas Khol, Barbara Prammer und Thomas Prinzhorn als Kollegium wahrgenommen.
Am 10. Juli 2004 wurde für Thomas Klestil von Kardinal Christoph Schönborn im Wiener Stephansdom ein Requiem zelebriert, an dem zahlreiche in- und ausländische Ehrengäste teilnahmen, darunter als Staatsoberhäupter der russische Präsident Wladimir Putin und der liechtensteinische Fürst Hans-Adam II. Das Vereinigte Königreich wurde durch die Princess Royal  Anne vertreten, die Vereinigten Staaten durch den kalifornischen Gouverneur Arnold Schwarzenegger. Weitere Trauergäste waren Edmund Stoiber, König Carl Gustav von Schweden, Alois Mock und Kurt Waldheim. Das Bundesheer stellte ein Ehrengeleit. Nach dem Requiem wurde Klestil in der Präsidentengruft auf dem Wiener Zentralfriedhof beigesetzt.

## Auszeichnungen und Ehrungen (Auszug)
- Großes Silbernes Ehrenzeichen für Verdienste um die Republik Österreich[7] (1980)
- Großes Silbernes Ehrenzeichen mit dem Stern für Verdienste um die Republik Österreich[8] (1990)
- Groß-Stern des Ehrenzeichens für Verdienste um die Republik Österreich (1992)
- Großstern des fürstlich liechtensteinischen Verdienstordens (1993)
- Großkreuz mit Großer Ordenskette des Verdienstordens der Italienischen Republik (1993)
- Großkreuz des Ordens vom Niederländischen Löwen (1994)
- Knight Grand Cross des Order of St. Michael and St. George
- Collane des Ordens de Isabel la Católica (1995)
- Großkreuz des Sankt-Olav-Ordens (1996)
- Ritter des Königlichen Seraphinenordens (1997)
- Großkreuz der Französischen Ehrenlegion (1998)
- Orden des Fürsten Jaroslaw des Weisen I. Klasse (1998)
- Großes Goldenes Ehrenzeichen für Verdienste um das Land Wien mit dem Stern (2002)
- Komturkreuz mit dem Stern des Landes Burgenland (2002)
- Eröffnung des Dr.-Thomas-Klestil-Platzes in Sieggraben (2002)[9]
- Collane des Verdienstordens der Republik Ungarn (2004)

## Posthume Ehrungen

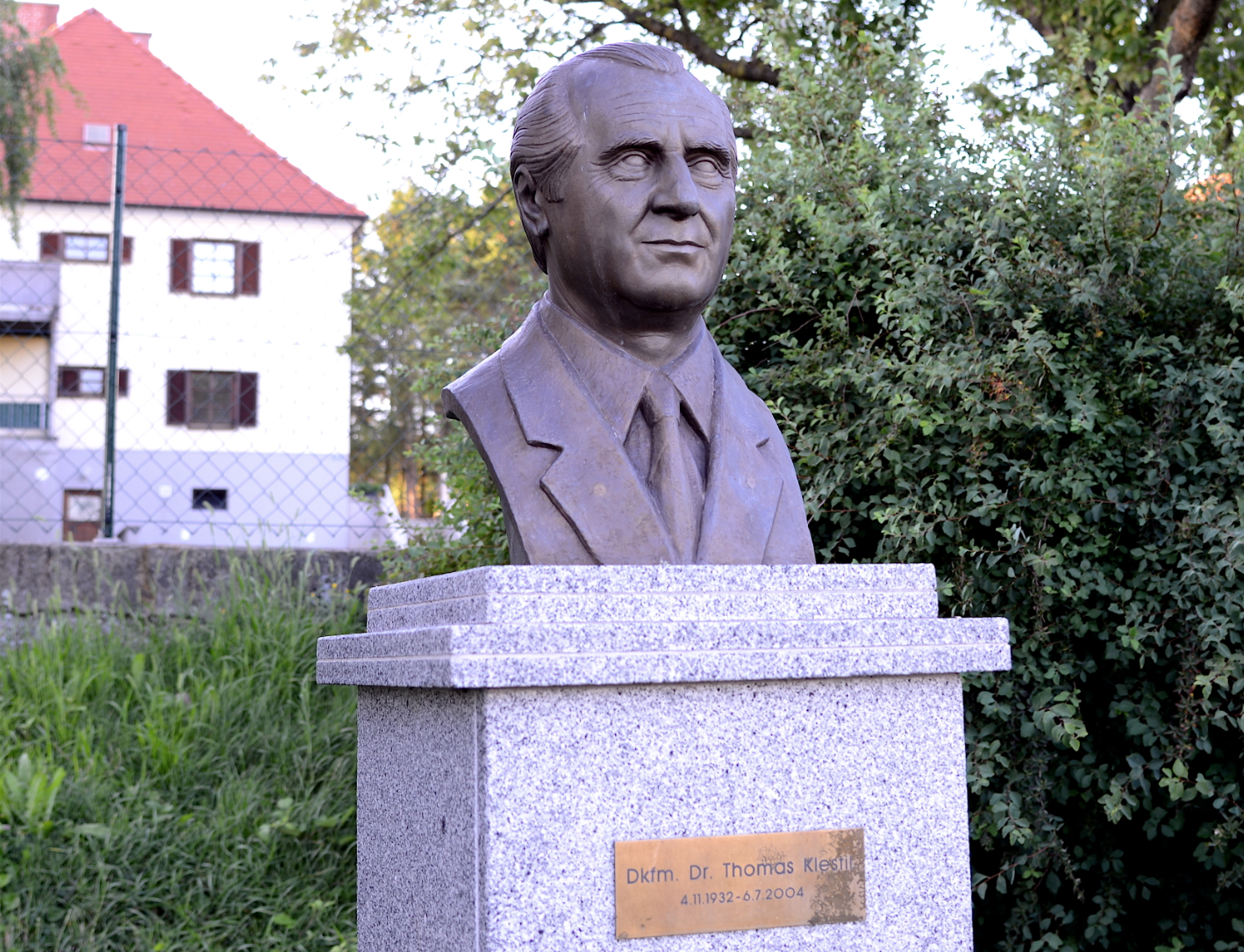
Das Klestil-Denkmal in Sieggraben

- Im Jahr 2006 wurde in Wien-Landstraße im Stadtviertel Erdberg, in dem Klestil aufgewachsen war, der Thomas-Klestil-Platz nach dem früheren Bundespräsidenten benannt.
- Im Jahr 2009 wurde in der burgenländischen Gemeinde Sieggraben auf dem Dr. Thomas Klestil-Platz, der bereits zu Lebzeiten des Bundespräsidenten nach ihm benannt worden war, ein Denkmal für ihn in Form einer Bronzebüste enthüllt.[10][11]